# Memorial de las victimas de la deportación de 1944

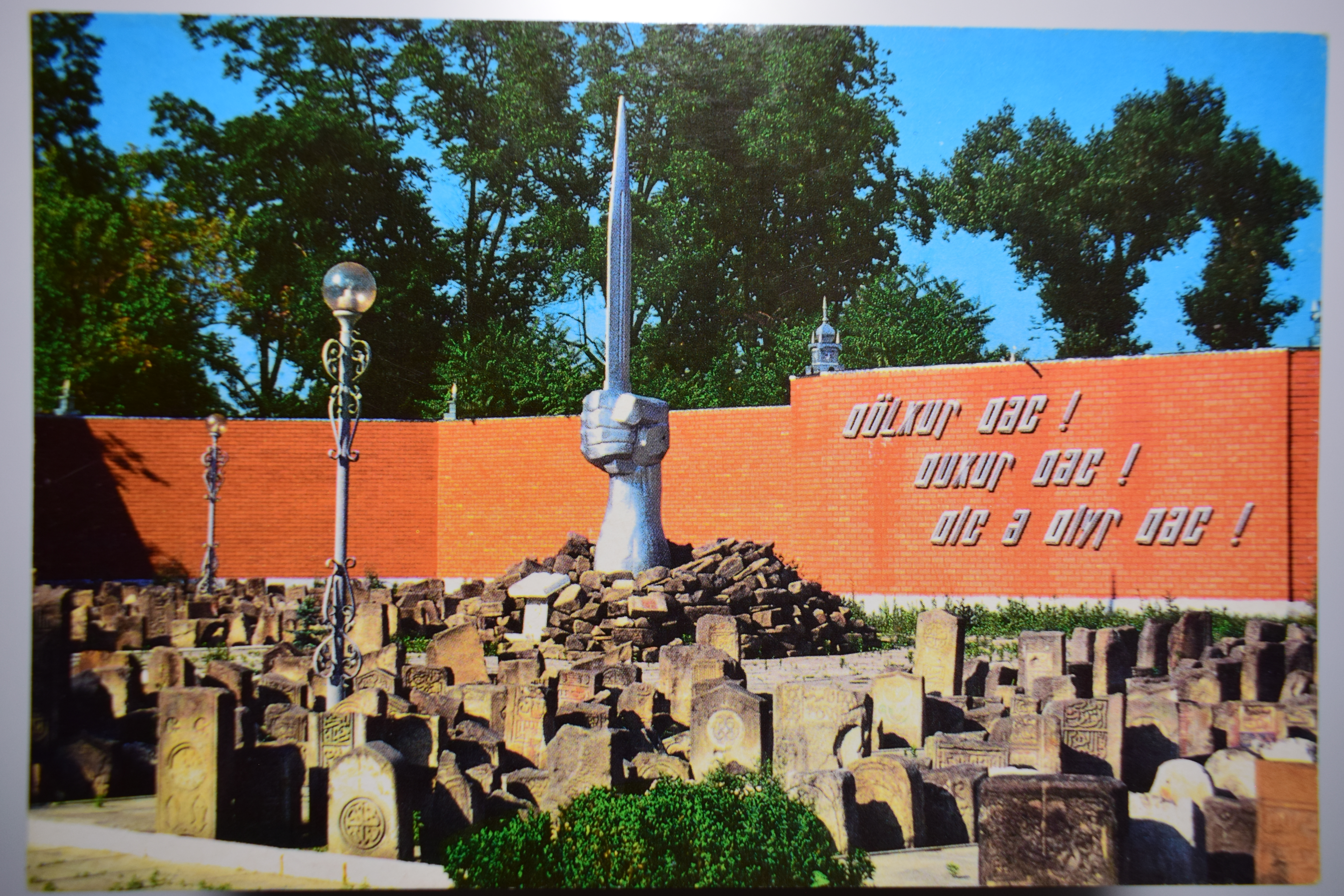
Postal con la imagen del Memorial. La inscripción en la pared: «¡No lloraremos! ¡No nos doblegaremos! ¡No olvidaremos!»

El Memorial de las víctimas de la deportación de 1944 (en checheno: 1944 шарахь дIабохийначеран хIоллам, en ruso: Мемориал жертвам депортации 1944 года) fue un monumento conmemorativo checheno en el centro de Grozni, durante la existencia de la República Chechena de Ichkeria, y abierto en el verano de 1992 en memoria de las víctimas de genocidio perpetrado por el régimen de Stalin contra chechenos durante y después de su desplazamiento forzado hacia Asia central en febrero de 1944.

## Historia
Destruido parcialmente por los bombardeos del ejército ruso en el periodo de 1994-1996 y 1999-2000 durante las guerras contra la República Chechena de Ichkeria, el complejo conmemorativo fue saqueado nuevamente en una tentativa de demolición llevada a cabo por las autoridades de la Chechenia prorrusa en el 2008. La indignación de los defensores de derechos humanos contra esta «brutalidad» y «vandalismo» fue lo que salvo en esta ocasión «el único monumento checheno de la ciudad», aunque era, considerado un símbolo de la independencia, lo rodeaba un valla que lo hacía invisible e inaccessible.

Sin embargo en el 2014, en vísperas del 70° aniversario de la deportación del pueblo checheno, el memorial fue desmantelado definitivamente en secreto por órdenes de alguien con una posición importante en el gobierno. Piedras que formaban parte de este memorial, fueron encontradas en la plaza Akhmad Kadyrov al lado de estelas que honoraban la pérdida del poder local prorruso.